# Wilmar Roldán
Wilmar Alexander Roldán Pérez (ur. 24 stycznia 1980 w Remedios) – kolumbijski sędzia piłkarski. Od 2003 roku sędziuje spotkania kolumbijskiej Categoría Primera A. W 2008 został międzynarodowym sędzią FIFA i od tamtego czasu sędziował niektóre mecze takich turniejów jak: Copa América 2011, Letnie Igrzyska Olimpijskie 2012, czy Eliminacje do Mistrzostw Świata w Piłce Nożnej 2014.
W styczniu 2014 roku, Roldán został powołany przez FIFA do kierowania spotkań Mistrzostw Świata 2014 w Brazylii. W pierwszym sędziowanym przez niego meczu w trakcie trwania tej imprezy, w którym reprezentacja Meksyku starła się z Kamerunem, padły dwie niespodziewane, a przy tym kontrowersyjne decyzje arbitra. Nie uznał on dwóch, prawdopodobnie poprawnie strzelonych bramek przez reprezentację Meksyku. Mimo to Meksykanie wygrali z Kamerunem 1:0.

## Sędziowane mecze Mistrzostw Świata 2014
| Mecz                        | Data       | Miejsce                         | Runda        | Wynik | Żółta kartka | Czerwona kartka |
| --------------------------- | ---------- | ------------------------------- | ------------ | ----- | ------------ | --------------- |
| Meksyk – Kamerun            | 13.06.2014 | Arena das Dunas, Natal          | Faza grupowa | 1:0   | 2            | 0               |
| Korea Południowa – Algieria | 22.06.2014 | Estádio Beira-Rio, Porto Alegre | Faza grupowa | 2:4   | 3            | 0               |

## Sędziowane mecze Pucharu Konfederacji 2017
| Mecz                  | Data       | Miejsce                          | Runda        | Wynik | Żółta kartka | Czerwona kartka |
| --------------------- | ---------- | -------------------------------- | ------------ | ----- | ------------ | --------------- |
| Rosja – Nowa Zelandia | 17.06.2017 | Stadion Kriestowskij, Petersburg | Faza grupowa | 2:0   | 0            | 0               |
| Niemcy – Kamerun      | 22.06.2017 | Stadion Olimpijski, Soczi        | Faza grupowa | 3:1   | 1            | 1               |

## Sędziowane mecze Mistrzostw Świata 2018
| Mecz                     | Data       | Miejsce                     | Runda        | Wynik | Żółta kartka | Czerwona kartka |
| ------------------------ | ---------- | --------------------------- | ------------ | ----- | ------------ | --------------- |
| Tunezja – Anglia         | 18.06.2018 | Wołgograd Ariena, Wołgograd | Faza grupowa | 1:2   | 1            | 0               |
| Arabia Saudyjska – Egipt | 25.06.2018 | Wołgograd Ariena, Wołgograd | Faza grupowa | 2:1   | 2            | 0               |